# Luigi Boccherini
Luigi Boccherini, född 19 februari 1743 i Lucca i Toscana, död 28 maj 1805 i Madrid i Spanien, var en italiensk kompositör.
Boccherini uppförde 1768 sina första stråktrior i Paris och flyttade strax därefter till Madrid där han blev anställd vid akademien. Han fick ett årligt underhåll av Fredrik Vilhelm II av Preussen som drogs in när kungen avled.
Boccherini är, förutom Mozart, den ende av Joseph Haydns samtida, som kommer denne kvartettmusikens skapare nära. Hans kompositioner med bland annat 58 häften kammarmusik saknar kanske högre energi, men utmärker sig för uppfinningsrik figuration och intressant teknik. Hans cellokonserter kännetecknas som fantasifulla med synnerligen svår teknik och oerhört högt läge för cellon. Musiken är även lite vekare än Joseph Haydns stil och Boccherini kallades av samtiden även lite elakt för Fru Haydn .
Luigi hade även en bror, Gastone, som var balettdansör, koreograf och librettist till bland andra Antonio Salieri.

## Filmer innehållandes Boccherini-musik (urval)
- 1933 – Lady för en dag
- 1955 – Ladykillers
- 1984 – Greystoke: Legenden om Tarzan, apornas konung
- 1995 – Ace Ventura: Den galopperande detektiven rider igen
- 2003 – Master and Commander - Bortom världens ände
- 2005 – Bröderna Grimm